# Cantone di Château-Renard
Il Cantone di Château-Renard era una divisione amministrativa dell'arrondissement di Montargis.
È stato soppresso a seguito della riforma complessiva dei cantoni del 2014, che è entrata in vigore con le elezioni dipartimentali del 2015.
Comprendeva i comuni di:
- Château-Renard
- Chuelles
- Douchy
- Gy-les-Nonains
- Melleroy
- Montcorbon
- Saint-Firmin-des-Bois
- Saint-Germain-des-Prés
- La Selle-en-Hermoy
- Triguères